# RC Charlottenburg
Der RC Charlottenburg (offiziell: Radsport Club Charlottenburg e. V.) ist ein Berliner Radsportverein, der 1883 gegründet wurde und damit der älteste Radsportverein Berlins und einer der ältesten in Deutschland ist. Die Mitglieder des RC Charlottenburg treffen sich regelmäßig zwecks Erfahrungs- und Informationsaustauschs und für gemeinsame sportliche Veranstaltungen. Zudem stehen im Verein vor allem die Nachwuchsförderung im Radsport und Jugendarbeit im Fokus.

## Geschichte
Der RC Charlottenburg wurde 1883 gegründet. 1986 schlossen sich einige damaligen Berliner Triathlonpioniere dem RC Charlottenburg als neue Abteilung an.
Der RC Charlottenburg ist Mitveranstalter der U23 Radsport Bundesliga.
Zurzeit hat der RC Charlottenburg ca. 130 Mitglieder.

## Ehemalige und aktive Mitglieder
- Rainer Müller, mehrfacher Deutscher Meister und Sieger bei den UCI-Bahn-Weltmeisterschaften 1970
- Jürgen Barth, mehrfacher Deutscher Meister und Sieger bei den UCI-Bahn-Weltmeisterschaften 1970
- Dennis Kraft, ehemaliges Mitglied der deutschen U-23-Nationalmannschaft